# ISO 3166-2:DK
Kódy ISO 3166-2 pro Dánsko identifikují 5 regionů. První část (DK) je mezinárodní kód pro Dánsko, druhá část sestává ze dvou čísel identifikujících region.

## Seznam kódů
```
DK-81 
Nordjylland
 
DK-82 
Midtjylland

DK-83 
Syddanmark

DK-84 
Hovedstaden

DK-85 
Sjælland
```